# Ciutat Universitària de Caracas
La Ciutat Universitària de Caracas és el campus principal de la Universitat Central de Veneçuela, posseeix una àrea construïda de 164,2 hectàrees (1,64 km²) i terrenys que arriben 202,53 hectàrees. Va ser declarada Patrimoni de la Humanitat per la UNESCO l'any 2000. Està localitzada a la Parròquia Sant Pere del Municipi Libertador de Caracas, Veneçuela.